# Ferrocarriles de montaña de la India
La red de ferrocarriles de la India fue construida también en las regiones montañosas. El conjunto de estas vías se conocen como los Ferrocarriles de montaña de la India. Cuatro de estos ferrocarriles están rodando todavía en el año 2007:
- Ferrocarril Darjeeling del Himalaya, Darjeeling Himalayan Railway.
- Ferrocarril de la montaña Nilgiri, Nilgiri Mountain Railway.
- Ferrocarril de Kalka-Shimla, Kalka-Shimla Railway.
- Ferrocarril de la colina Matheran, Matheran Hill Railway.

La designación colectiva de estos ferrocarriles, se refiere al proyecto del gobierno indio para proponer un ejemplo representativo de sus ferrocarriles históricos, a la Unesco como un Patrimonio de la Humanidad.
El Ferrocarril Darjeeling del Himalaya, fue reconocido en 1999, mientras el Ferrocarril de la montaña Nilgiri fue añadido como una extensión al sitio en 2005. Finalmente se añadió a la lista el Ferrocarril de Kalka-Shimla en 2008. Fueron reconocidos por ser unos ejemplos excepcionales de soluciones valientes e ingeniosas, para el problema de establecer una comunicación ferroviaria eficaz por un terreno montañoso.
El Ferrocarril de la colina Matheran están en la lista indicativa para ser Patrimonio de la Humanidad.